# Хёмберг
Хёмберг (нем. Hömberg) — община в Германии, в земле Рейнланд-Пфальц.
Входит в состав района Рейн-Лан. Подчиняется управлению Нассау.  Население составляет 351 человек (на 31 декабря 2010 года). Занимает площадь 4,86 км².